# 山本恵里伽
山本 恵里伽（やまもと えりか、1993年10月8日 - ）は、TBSテレビのアナウンサー。

## 来歴
熊本県熊本市出身。熊本市立西原中学校、熊本県立済々黌高等学校を経て、明治大学文学部文学科演劇学専攻に進学。中学校では小学生時代より仲の良かった人から誘われて放送部に入り、この中学と高校では放送部で活動しており、NHK杯全国中学校放送コンテストに朗読部門があることを知ったことがきっかけで、中学生時代から朗読へ積極的に取り組んだという。同高への入学を志したのも、校内の放送部がコンテストなどで全国有数の実績を残していることによるもので、入学後は放送部で熊本赤十字病院の活動を採り上げるなどコンクールに向けたドキュメンタリー番組の制作などを経験していた。
同大学への進学後は、映像作品を制作する学内のサークルへ参加。参加当初はテレビ番組の制作に興味を抱く程度であったが、実母から「声で表現することが好きなのだから、そのようなことを生かせる仕事を見付けてみたらどうか」と勧められたことを機に、テレビ局のアナウンサーとして報道番組を担当することを志すようになった。実際に、大学の2年時からテレビ朝日アスクにも通ったほか、BS朝日の『News Access』に「学生キャスター」として出演。その一方で、在学中にはストリートモデルとしてファッション誌にもたびたび登場していた。
就職活動でテレビ局のアナウンサー試験を2社受験し、合格したTBSテレビへ2016年4月1日付でアナウンサーとして入社した。同期入社のアナウンサーは、日比麻音子と伊東楓。報道局には城島未来がいる。
入社後は、報道・情報系のテレビ番組を主に担当している。2016年10月から2017年3月31日まで『Nスタ ニュースワイド』で木曜と金曜日のコーナーレギュラー、2016年10月から2018年1月まで『はやドキ!』、2017年4月から2019年5月まで『Nスタ』でニュースプレゼンター、2017年10月から2018年9月まで『JNNニュース』で日曜日の昼枠、2018年10月から2019年5月まで『JNNニュース』で木・金曜日の昼枠を担当した。
2019年6月3日から、『news23』のサブキャスターに就任。自身と同時にメインキャスターへ起用された小川彩佳（テレビ朝日出身のフリーアナウンサー）が第1子の懐妊に伴う産前産後休業へ入ったことに伴って、2020年7月6日からメインキャスター代理を務めた。TBS→TBSテレビの現職女性アナウンサーが（本来の担当者による短期休暇以外の理由で）『NEWS23』シリーズのメインキャスターを（代理扱いを含めて）務めた事例は初めてで、小川の復帰前週（同年10月16日）まで担当した後にサブキャスターへ戻った。国山ハセンが小川と同格のキャスターとして起用された2021年8月30日からは、フィールドキャスターとして現場取材を主に担当。国山のTBSテレビ退社に伴う降板を機に、2023年の初回（1月4日放送分）から、「キャスター」という肩書（国山の後任扱い）でスタジオへの常時出演を再開している。同年9月29日からは、『news23』金曜日のメインキャスターをレギュラーで担当。TBS（テレビ）の現職アナウンサーが、曜日を問わず『news23』シリーズのメインキャスターをレギュラーで担当することは、男性を含めても山本が初めてである。
その一方で、2021年からは、お笑い芸人の冠番組にもレギュラー出演。テレビでは『千鳥のかいつまんで教えてほしいんじゃ!』（不定期で放送される特別番組）を進行するほか、TBSラジオでは2022年4月3日から『爆笑問題の日曜サンデー』で第1 - 4週にアシスタントを務めている。
なお、『news23』のメインキャスターについては、2024年3月29日（金曜日）で担当を終了。翌4月以降は、かねて「目標の一つ」に挙げていた『報道特集』のキャスターを任されている。

## 人物
- 幼少期には水泳、英会話、ピアノ、新体操などの教室に通っていたが、本人によれば「物事の好き嫌いがはっきりしている」とのこと[6]で、最も長い期間通ったのは学習塾[3]。映画を鑑賞することが当時から好きで、体調を崩して学校を休んだ日には、1960年代の映画（『サウンド・オブ・ミュージック』やオードリー・ヘップバーンの出演作品など）を自宅で見ながら静養していたという[6]。
- 『news23』で共演している小川を尊敬していて[14]、『週末ノオト』（TBSラジオ）でパートナーを務めていた回に小川がゲストで出演した際には、長時間にわたって本人に熱意を伝えたばかりか「好きです」とも語っている[14]。
- TBSテレビに同期で入社した日比と同じく、プライベートでの飲酒が大好きなことを公言。自身は出身地（熊本県）の名産品である米焼酎を特に好んでいて、深酒したい時に飲んでいることも明かしている[15]。
- 長い髪を耳にかけ、耳を出した髪型が特徴的である。
- 熊本県出身でありながら、地元のマスコットキャラクターであるくまモンは「目が怖い（白目の部分が多い）ため苦手」である[16]。

## 現在の出演番組

### テレビ
- 報道特集
  - キャスター（2024年4月6日 - ）[17]
- ひるおび
  - 11時台の「JNN NEWS」キャスター
    - 木・金曜日担当：2018年10月 - 2019年5月
      - 正式に担当を開始する前の2018年8月20日・21日・27日・28日に、高畑百合子の夏期休暇に伴う代理で出演。平日の11時台では、担当を一時離脱している間にも、同様のパターンでキャスター代理を随時務めていた。

    - 月 - 水曜日担当：2023年10月 - 2024年3月
    - 水曜日担当：2024年4月 -

  - 13時台の「JNN NEWS」キャスター（月・火曜日担当：2023年10月 - 2024年3月）
- OAを見た後に…語らナイト（2024年4月20日 - ） - ナレーター 
  - TBSテレビが制作している連続ドラマから1つの作品を、同局の現職アナウンサーが1話分鑑賞したうえで、その作品のPRを兼ねて「パジャマトーク」を展開する番組。放送上は、同性のアナウンサーから3名が、週替わりか2週連続で「パジャマトーク」に参加している。
  - 2024年6月29日未明放送分では、ナレーションと並行しながら、本編（パジャマトーク）に初めて登場した。ちなみに、当日の本編には日比と山形純菜も出演していて、山本を含めた3人で『西園寺さんは家事をしない』について語り合っていた。放送上は翌週（『笑うマトリョーシカ』を取り上げた7月6日未明放送分）にも3人揃って「パジャマトーク」に臨んでいたが、一部の回ではナレーションを担当せず、他の女性アナウンサー（小倉弘子や若林有子など）が上記のパターンでナレーターを兼務することがある。
- 千鳥のかいつまんで教えてほしいんじゃ!（進行）

### ラジオ
- 東京ポッド許可局（2021年7月 - ） - ナレーター
- 爆笑問題の日曜サンデー
  - 中継リポーター（2021年12月26日放送分の特別企画「列島年の瀬中継」で上野アメ横から出演）
  - アシスタント（2022年4月3日[18] - ）ただし第5週は休演し外山恵理が担当
- CITY CHILL CLUB（2023年8月2日未明 - ）- ナレーター

## 過去の出演番組

### TBS入社後

#### テレビ
- イベントGO!（2016年10月 - 2017年10月） - ナビゲーター
- はやドキ!（2016年10月 - 2018年1月3日）[注 2]
- すっぴんオンデマンド[19]（2016年12月16日 - 2018年3月20日） - 「オンデマ三姉妹」として同期入社の伊東・日比と共演していたが、他の担当番組などとの兼ね合いで、配信期間の終盤には事実上出演を見合わせていた。
- Nスタ ニュースワイド（2016年10月 - 2017年3月31日） - 木・金曜日のコーナーレギュラー
- Nスタ（2017年4月3日 - 2019年5月31日）- ニュースプレゼンター[注 3]
- JNN NEWS
  - 2017年10月 - 2018年9月に日曜日昼前（11時台）の放送分をレギュラーで担当。
  - 『news23』のフィールドキャスターに転じた2021年度の下半期からは、年末年始に同番組の代替番組として編成される場合に単独でキャスターを務めることがある。
- JNNフラッシュニュース（月 - 金曜日）
  - 2020年11月2日 - 2021年8月27日（『news23』のサブキャスターと兼務）[注 4]
  - 2023年1月4日  - 2023年9月22日（『news23』のキャスターと兼務）
- 地球を笑顔にするTV 香川と指原と安住と…SDGsって何だ?SP（2020年11月21日）

以下はいずれも、「日曜劇場」枠で放送されていた連続ドラマ。
- 小さな巨人第4話（2017年5月7日） - 報道記者 役[20]
- 日本沈没-希望のひと- 第8話（2021年12月5日） - キャスター 役[注 5]
- DCU 第1話・第5話（2022年1月16日・2月20日） - キャスター 役
- news23
  - サブキャスター（月 - 金曜日担当：2019年6月3日 - 2021年8月27日、2022年4月1日 - 4月8日、4月25日 - 4月29日、5月9日 - 5月27日[21]）
  - メインキャスター代理（月 - 金曜日担当：2020年7月6日 - 10月16日）
  - フィールドキャスター（月 - 金曜日担当：2021年8月30日 - 2022年12月23日）
  - キャスター（月 - 金曜日担当：2023年1月4日 - 2023年9月22日）
  - メインキャスター（金曜日担当：2023年9月29日 - 2024年3月29日）[12]
- ゴゴスマ -GO! GO! Smile!-（CBCテレビ制作）
  - ニュースキャスター（月・火曜日担当：2023年10月2日 - 2024年3月26日）

#### ラジオ
- ジェーン・スー 生活は踊る
  - 2016年8月19日 - 同期の伊東・日比と共に「初鳴き」で出演（天気予報を担当）[22]。
  - 2019年7月18日・2023年9月25日・11月30日・2024年2月29日・4月29日・2025年2月20日パートナー代理
- Times 2020（2020年4月2日 - 8月27日）
- 森本毅郎・スタンバイ! - パーソナリティ代理
  - 2020年12月31日 - 本来のパーソナリティ（森本毅郎・遠藤泰子）の年末年始休暇に伴って、単独で代演。
  - 2024年9月4日 - 森本・遠藤の夏季休暇に伴って、小笠原亘とのコンビで代演。
- 週末ノオト（2021年1月16日 - 2022年3月12日） - パートナーとして毎月第2土曜日に出演[23]
- アフター6ジャンクション2（2024年8月1日） - 熊崎風斗の代理
  - 当日は2024年8月の第1木曜日で、本来は第4週以外の木曜日に宇多丸（RHYMESTER）のパートナーを務める熊崎風斗が2024年パリオリンピック・テレビ中継の実況要員（ジャパンコンソーシアムの一員）として開催国のフランスへ派遣されたことに伴ってパートナーを代行。前身番組（2023年9月まで5年半放送されていた『アフター6ジャンクション』）でも同月18日（熊崎が開始の当初から毎週パートナーを務めていた月曜日）放送分の「BEYOND THE CULTURE」（特集コーナー）向けに事前収録でナレーションを付けていたが、本編（生放送）への出演は、前身番組を含めても2024年8月1日放送分が初めてであった。
  - 日比が『アフター6ジャンクション』開始当初からのレギュラーパートナー陣の1人で、『アフター6ジャンクション2』への移行後も第4週以外の火曜日を担当していることなどから、初出演の際には飲酒に関連するエピソード（前述）を披露。さらに、初出演の当日が「週刊映画時評 MOVIE WATCHMEN」（宇多丸による新作映画の評論コーナー）の放送日でもあったことから、『ロイヤルホテル』（同コーナーにおける当日の課題作品）をあらかじめ鑑賞した際の感想を語っている。
  - 2025年3月4日 - 日比麻音子の代理（有給休暇の為）
- JRN報道特別番組『総選挙2024 ザ・ジャッジ』（2024年10月27日）
  - TBSラジオがJRNの加盟局および、YouTube向けに制作した第50回衆議院議員総選挙の開票特別番組で、荻上チキと共に司会を担当。

以下はいずれも、平日午後～夕方帯の生放送番組。
- 赤江珠緒 たまむすび（2021年9月15日） - 赤江珠緒の夏期休暇に伴う代理パーソナリティ[15]
- ネットワークトゥデイ（2023年8月28日） 
  - 当日は月曜日で、当時の月曜キャスターであった高柳光希に代わって、『news23』の本番前に担当。
- こねくと - 下記記載は代打パーソナリティ・パートナーを担当。2025年4月以降、山本の出身地（熊本県）のJRN系列局・熊本放送では15時以降の時間帯を同時ネットしている。
  - 2023年9月13日（水曜日） - 石山蓮華の腹腔鏡手術を伴う入院を受けて蓮見翔（ダウ90000）がパーソナリティ代理に起用されていたことから、「蓮見のアシスタント」として生放送に参加。
  - 2024年7月25日（木曜日） - 石山蓮華 舞台「BIRTHDAY」に出演することに伴う
  - 2024年9月16日（木曜日）  - 石山蓮華 夏季休暇のため休演に伴う
  - 2025年5月8日（木曜日） - 土屋礼央休演に伴う
  - 2023年11月28日、2025年3月5日は17時台の中継担当

### TBS入社前
- News Access（BS朝日） - 明治大学の2年時（2013年度の下半期）から「学生キャスター」として出演[9]

## その他の活動

### TBS入社後
- FLASH（光文社）2023年3月28日・4月4日合併号 - 巻頭グラビア「飾らない休日」[6]
- 『TBS NEWS DIG』テレビCM「エリア登録」「台風の前にアップデートを!!」編（熊本放送が制作、2023年8月 - ）
  - スマートフォン向けアプリケーションの大幅なアップデート（2022年10月）を受けての出演。撮影の時点で『news23』金曜日のメインキャスターを務めていたことから、撮影には同番組のスタジオセットが用いられた。
  - 「エリア登録」編では、出身地のJNN加盟局である熊本放送および、同局のYouTube公式チャンネルのみで2つのバージョンが流れている。そのうちの一つでは、エリア登録を熊本弁で呼び掛けている。「台風の前にアップデートを!!」編も同局でのローカル放送を前提に制作されていたが、2024年6月以降は、他のJNN加盟全局でも（自身が一部の曜日で担当している）平日11時台の『JNN NEWS』などで随時放送。
  - 『TBS NEWS DIG』のテレビCMについては、自身がのバージョンに先んじて、全国向けに制作された3つのバージョン（全国版）を2023年2月18日から放送。全国版では江藤愛が「エリア登録」編に出演しているほか、同期の日比が「16日分の天気予報を先取り」編に登場している。

## 不適切発言
- 2025年7月12日、メインキャスターを務める『報道特集』にて、同月20日投開票の参議院議員選挙を前に、参政党を取り上げた特集の締めに、同党の外国人政策についてコメント。「排外的な、差別的な言葉がSNSで拡散していく」「想像力を持って投票しなければいけない」などと発言した。この放送は、選挙期間中における報道の公平性・中立性を巡る大きな論争を招き、参政党はTBSに厳重抗議するとともにBPO（放送倫理・番組向上機構）へ申入書を提出する事態となった[24]。この件について、月刊誌『正論』の匿名コラム「折節の記」は、山本アナウンサーのコメントが「明らかに参政党に投票しないよう公共の電波で呼びかけたも同然だった」と指摘し、この報道が世間の耳目を集めただけでなく、皮肉にも支持者の結束を促す効果を生み、結果的に参政党の躍進に貢献したと述べている[25]。